# Scipione Borghese (prins)

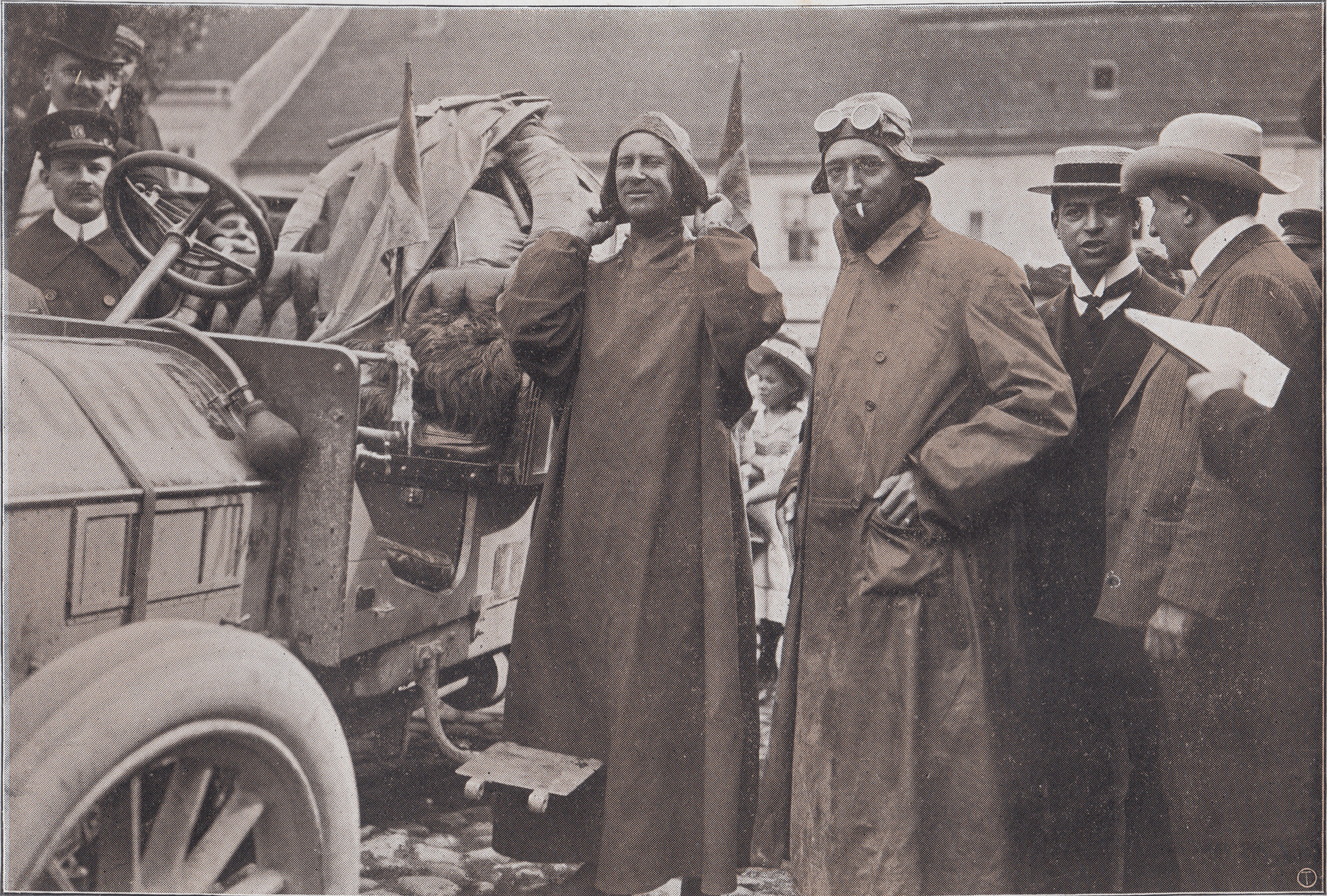

Prins Luigi Marcantonio Francesco Rodolfo Scipione Borghese (Migliarino, 11 september 1871 – Firenze, 18 november 1927) was een Italiaans ondernemer en rallypiloot. Hij verwierf in 1907 grote bekendheid als organisator en financier van de wedstrijd Peking-Parijs (12872 km) die hij won, toen hij na 62 dagen in zijn Itala als eerste de Franse hoofdstad binnenreed.